# P/2011 N1 (ASH)
P/2011 N1 (ASH) — одна з короткоперіодичних комет родини Юпітера. Комета була відкрита 1 липня 2011 року, коли мала 19.9m.